# レギッツジアゾ転位
レギッツジアゾ転位（れぎっつじあぞてんい、Regitz Diazo Transfer）は有機化学における転位反応のひとつで、活性メチレン化合物をスルホニルアジド化合物と反応させてジアゾ化合物へ変える反応のこと。1910年にオットー・ジムロートによって最初に報告された。反応名はマンフレッド・レギッツ（Manfred Regitz）によって付けられた。